# Indira Bajramović
Indira Bajramović (...) è un'attivista ed economista bosniaca di etnia romaní, che da oltre 20 anni è impegnata sul fronte del miglioramento della condizione delle donne rom in Bosnia ed Erzegovina. È la direttrice dell'Associazione delle donne Rom Bolja budućnost di Tuzla.

## Attivismo
Bajramović è impegnata attivamente nel fornire aiuto e soccorso ai villaggi rom e nel sostenere pari opportunità per i rom in Bosnia ed Erzegovina. Nello specifico, Bajramović si è concentrata sulla sensibilizzazione verso le difficoltà incontrate dalle donne rom disoccupate e vittime di violenze e abusi domestici.
L'associazione di Bajramović si concentra sulla fornitura di prodotti alimentari e prodotti per l'igiene, nonché materiale scolastico per i bambini nelle comunità rom. Inoltre, l'associazione lavora per fornire visite mediche private, in particolare per lo screening del cancro al seno, alle donne in condizioni di povertà.

### Pandemia di covid-19
Durante l'estate del 2020, durante la pandemia di COVID-19, Bajramović e la sua fondazione hanno collaborato con Bosnia-Erzegovina Women's Roma Network, Tuzla Community Foundation e l'International Solidarity Forum Emmaus per fornire 700 pacchetti di aiuti alle comunità rom locali intorno a Kiseljak. Bajramović ha aiutato a coordinare la distribuzione di 400 pasti al giorno - una volta ogni 3 giorni - insieme ai volontari. Si è impegnata in diversi altri progetti, come la realizzazione di un campo da calcio e di una sala giochi per bambini, e la ricostruzione di un canale danneggiato, che in precedenza aveva portato all'allagamento di molte case degli abitanti della zona.
Oltre a fornire assistenza alle comunità rom durante la pandemia, Bajramović ha documentato le carenze nelle aree rurali, ulteriormente esacerbate dalla pandemia. Ha sottolineato la quota minore di studenti delle comunità rom che partecipano alle lezioni online, il tasso crescente di violenza domestica e discriminazione nell'assistenza sanitaria. In particolare ha evidenziato la mancanza di disponibilità di test COVID-19 in queste comunità rurali.

## Politica
Bajramović si è candidata al consiglio comunale di Tuzla con Alleanza per un Futuro Migliore della Bosnia ed Erzegovina (in croato: Savez za bolju budućnost Bosne i Hercegovine), ma non è stata eletta. 20 donne di etnia rom si sono candidate, ma nessuna di loro è stata eletta consigliera. Durante le elezioni si sono presentati anche 47 uomini di etnia rom, e 6 di loro sono diventati consiglieri. Bajramović ha attribuito la mancanza di successo delle donne alla loro attenzione al lavoro di comunità invece che alla visibilità durante la campagna. Ha inoltre richiamato l'attenzione sulla divisione del voto tra molti nuovi partiti e ha esortato i rom a sostenere insieme un loro candidato, nonostante avesse espresso soddisfazione per il maggior numero di rom in corsa rispetto agli anni precedenti.